# Culture d'Arzachena

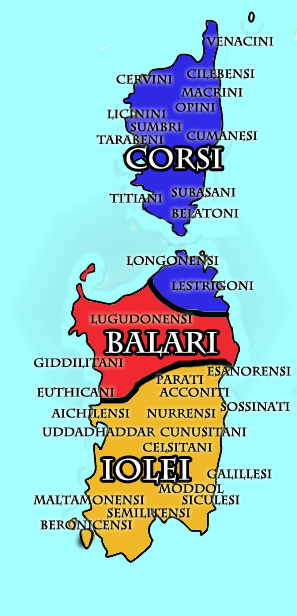
Aire corso-gallurese (en bleu)

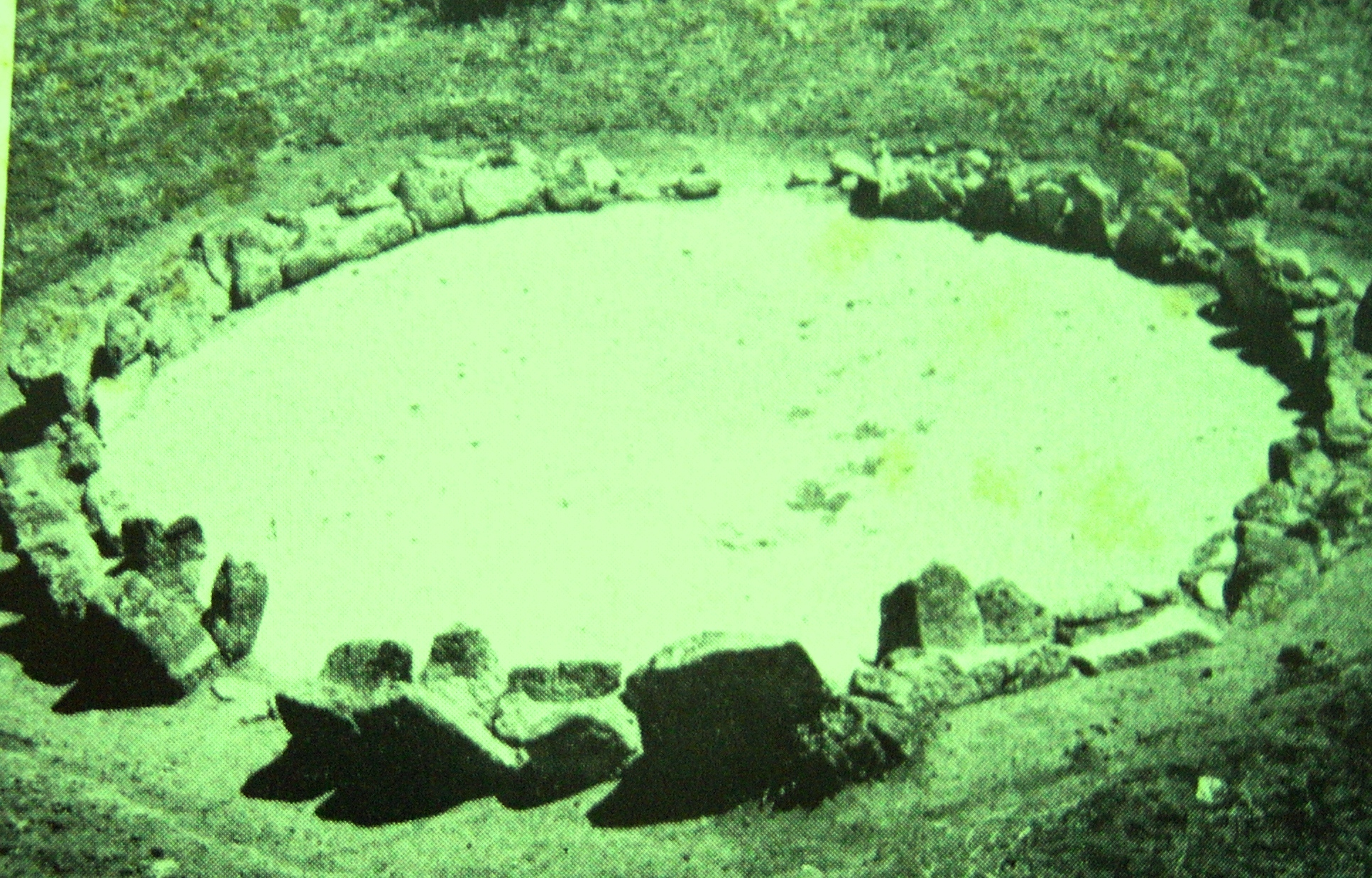
Sardaigne - Arzachena (Li Muri) - cercle mégalithique

La culture d'Arzachena (ou culture corso-gallurese) est une branche de la culture d'Ozieri qui s'est développée en Sardaigne du Nord et en Corse au cours du Néolithique, d'environ 4300 à 3700 av. J.-C..

## Historique
Cette culture tire son nom de la localité d'Arzachena, en Sardaigne du Nord.

## Aire géographique
L'influence de la culture d'Arzachena s’est étendue aussi à la Corse voisine, raison pour laquelle elle est parfois appelée « culture corso-gallurese ». Cette culture, contrairement à sa branche principale d'Ozieri, concernait en Sardaigne seulement la région Gallura.

## Chronologie
Sa datation reste encore discutée.

## Description
La culture d’Arzachena est caractérisée par le fait que les individus ont commencé à inhumer leurs morts dans des tombes circulaires (cercle mégalithique ou funéraire).
Cette culture est connue pour avoir édifié d'importantes structures mégalithiques qui ont été dans un premier temps considérées comme l'expression d'une culture distincte, « la culture d'Arzachena ». Néanmoins les récentes découvertes ont montré que les cercles mégalithiques et les menhirs ont été réalisés par des gens de la culture d'Ozieri, confirmant la diversité culturelle existant en son sein. Les nombreuses pièces archéologiques et leur complexité montrent une extension de celle-ci sur toute la Sardaigne et ont aussi confirmé l'existence de différents courants culturels avec des rituels légèrement différents. Un de ces courants est défini par les chercheurs comme celui des « cercles mégalithiques » ou  « faciès gallurese » ou encore corso-gallurese, qui s'est diffusé dans la région Gallura et en Corse.